# 僵蚕
僵蚕（学名：Bombyx Batryticatus），又名白僵蚕、僵虫、天虫，是蚕蛾科昆虫家蚕Bombyx mori L. 4~5龄的幼虫因感染 (或人工接种) 球孢白僵菌Beauveria bassiana (Bals.) Vuill致死后经干燥而得的虫体。之后亦可用多种方式炮制，如清炒、麸炒、姜炒等。多于春季、秋季采集生产。

## 性味归经
味咸、辛，性平，归肝、肺经。

## 产地
中国江苏、浙江、四川、广东等地

## 功效
息风止痉，祛风止痛，解毒散结。用于惊风抽搐，咽喉肿痛，颌下淋巴结炎，面神经麻痹，皮肤瘙痒。